# Efim Bogoljubov
Efim Dmitrijevitj Bogoljubov (også kendt som Bogoljubow/Bogolyubov; russisk: Ефим Дмитриевич Боголюбов, tr. Jefim Dmitrijevitj Bogoljubov; født 14. april 1889 i Stanislavtjyk ved Kijev, Russiske Kejserrige, død 18. juni 1952 i Triberg im Schwarzwald, Tyskland) var en skakstormester, der var blandt verdens stærkeste skakspillere i 1920'erne. Han nåede bl.a. at udkæmpe og tabe to VM-matcher imod Aleksandr Alekhin. Han blev født i den ukrainske del af det russiske zardømme, blev interneret i Tyskland under 1. verdenskrig, var en kort tid tilbage i Sovjetunionen, men i 1926 emigrerede han til Tyskland, hvor han blev statsborger.
Et berømt citat fra Bogoljubov, som udtrykker hans store selvtillid, er: "Når jeg har Hvid, vinder jeg, fordi jeg har Hvid. Når jeg har Sort, vinder jeg, fordi jeg er Bogoljubov!". Det er også et ordspil, idet Bogoljubov betyder "elsket af Gud" på ukrainsk/russisk.

## Biografi
Bogoljubovs familie var af jødisk oprindelse, men han læste til præst – og senere til landbrugsingeniør – før han droppede studierne og blev professionel skakspiller. Han blev først introduceret til skak som 18-årig, og hans første turneringsresultater daterer sig til 1909, hvor han vandt klubmesterskabet i Kijev og blev nr. to i det sydrussiske mesterskab i Odessa. I 1911 blev han udnævnt til Kijev mesterspiller og deltog i turneringer i Skt. Petersborg og Warszawa. I 1912 blev han nr. to i hovedturneringen i Vilnius og vandt en turnering i Łódź. Året efter vandt han en match over Georg Salwe i Łódź med 6-4 og blev udnævnt til russisk mesterspiller.
Ved udbruddet af 1. verdenskrig befandt han sig i Mannheim, Tyskland, og blev interneret sammen med bl.a. Alekhin, Aleksej Selesnjov og Ilja Rabinovitj i Triberg, hvor han blev gift med en tysk kvinde og slog sig ned efter krigen. Det var under interneringen, Bogoljubov udviklede sig til en verdensklassespiller efter bl.a. at have vundet fem af syv turneringer med andre internerede og spillet et væld af løse partier.
I årene efter krigen var hans resultater:
- Sejr i turnering i Berlin 1919.
- Nr. tre i turnering i Stockholm 1919.
- Nederlag i match mod Akiba Rubinstein 5½ – 6½ i Göteborg og Stockholm 1920.
- Sejr i match mod Aron Nimzowitsch 3 – 1 i Göteborg 1920.
- Sejr i turnering i Kiel 1921.
- Sejr i turnering i Piešťany 1922 (foran bl.a. Alekhin).
- Sejr i turnering i Hastings 1922.
- Sejr i turnering i Karlsbad 1923 på deling med Alekhin og Géza Maróczy.

I 1924 vendte han tilbage til Rusland, som da var blevet Sovjetunionen. Her vandt han sovjetmesterskaberne i 1924 og 1925. Han vandt også karrierens største sejr i den internationale turnering i Moskva i 1925 foran bl.a. José Raúl Capablanca og Emanuel Lasker. I 1926 emigrerede han endeligt til Tyskland, hvor han i 1927 fik statsborgerskab.
I 1928 vandt han to matcher imod hollandske Max Euwe, begge gange med 5½ – 4½. Samme år vandt han en turnering Bad Kissingen foran bl.a. Capablanca, selv om han tabte det indbyrdes parti. I 1929 fik han rejst penge til en match om verdensmesterskabet imod Alekhin.
Umiddelbart før matchen deltog Bogoljubov i den store turnering i Karlsbad 1929, som Alekhin afstod fra at deltage i, men kommenterede fra. I sine kommentarer undrede verdensmesteren sig over, at udfordreren ville bruge sine kræfter i en turnering, der sluttede blot otte dage, før matchen om verdensmesterskabet begyndte, men Bogoljubov glædede sig over at få praktisk træning. Bogoljubov endte på en ottendeplads med 11½ point ud af 21 mulige.
I selve matchen havde han ingen chance: Alekhin vandt sikkert 15½ – 9½ (bedst af 30 partier). I 1934 fik han igen chancen, men tabte – denne gang med 10½ – 15½.

## Bidrag til skakteorien
Blandt Bogoljubovs bidrag til åbningsteorien i skak er åbningen Bogo-indisk (1. d4, Sf6, 2. c4, e6 3. Sf3, Lb4+ – se diagram). Derudover har han fået opkaldt to varianter efter sig: Bogoljubovs halvmeraner (som normalt blot kaldes Halvmeraner) og Bogoljubov-varianten i Hollandsk.